# Mistrzostwa Europy w Saneczkarstwie 1954
12. Mistrzostwa Europy w saneczkarstwie 1954 odbyły się w szwajcarskim Davos. Rozegrane zostały trzy konkurencje: jedynki kobiet, jedynki mężczyzn oraz dwójki mężczyzn. W tabeli medalowej bezkonkurencyjna była Austria.

## Wyniki

### Jedynki kobiet
| Medal | Zawodniczka       | Narodowość | Czas | Strata |
| ----- | ----------------- | ---------- | ---- | ------ |
|       | Maria Isser       | Austria    |      |        |
|       | Karla Kienzl      | Austria    |      |        |
|       | Lotte Scheimpflug | Włochy     |      |        |

### Jedynki mężczyzn
| Medal | Zawodnik          | Narodowość | Czas | Strata |
| ----- | ----------------- | ---------- | ---- | ------ |
|       | Fritz Kienzl      | Austria    |      |        |
|       | Wilhelm Lache     | Austria    |      |        |
|       | Josef Strillinger | RFN        |      |        |

### Dwójki mężczyzn
| Medal | Zawodnicy                        | Narodowość | Czas | Strata |
| ----- | -------------------------------- | ---------- | ---- | ------ |
|       | Josef Isser/Heinrich Isser       | Austria    |      |        |
|       | Josef Feistmantl/Karl Feistmantl | Austria    |      |        |
|       | Hans Krausner/Josef Leistentritt | Austria    |      |        |

## Klasyfikacja medalowa
| Miejsce | Państwo |   |   |   | Razem |
| ------- | ------- | - | - | - | ----- |
| 1.      | Austria | 3 | 3 | 1 | 7     |
| 2.      | RFN     | 0 | 0 | 1 | 1     |
| 2.      | Włochy  | 0 | 0 | 1 | 1     |